# Aféndis Khristós
Aféndis Khristós är ett berg i Grekland.   Det ligger i prefekturen Nomós Lasithíou och regionen Kreta, i den sydöstra delen av landet, 400 km söder om huvudstaden Aten. Toppen på Aféndis Khristós är 2 141 meter över havet. Aféndis Khristós ingår i Dhíkti Óri.
Terrängen runt Aféndis Khristós är bergig åt sydost, men åt nordväst är den kuperad.Runt Aféndis Khristós är det ganska tätbefolkat, med 56 invånare per kvadratkilometer. Närmaste större samhälle är Arkalochóri, 19,6 km väster om Aféndis Khristós. == Kommentarer ==
1. ↑  Framräknat ur höjduppgifter (DEM 3") från Viewfinder Panoramas.[2] Mer om algoritmen finns här: Användare:Lsjbot/Algoritmer.
2. ↑  Framräknat ur variansen i alla höjduppgifter (DEM 3") från Viewfinder Panoramas, inom 10 km radie.[2] Mer om algoritmen finns här: Användare:Lsjbot/Algoritmer.